# 丽江职业技术学院
丽江职业技术学院，是位于中华人民共和国云南省丽江市古城区的一所全日制公办普通高等职业学校。

## 历史沿革
基于中共丽江市委、市政府发展建设丽江大学城政策等影响，一些学者建议成立丽江职业技术学院，以为包括丽江市、迪庆州、怒江州在内的滇西北培养经济社会发展需要的应用技术型的人才。
2023年3月，云南省人民政府同意成立丽江职业技术学院，并明定该校由丽江市人民政府举办，属专科层次的全日制公办普通高等职业学校；同年4月25日，丽江职业技术学院通过中华人民共和国教育部备案，即将于2023年9月正式招生办学。学校的成立也填补了滇西北地区高等职业教育的空白。